# Вандзина, Карло
Карло Вандзина, иначе Карло Ванцина (итал. Carlo Vanzina; 13 марта 1951, Рим — 8 июля 2018, там же) — итальянский кинорежиссёр-комедиограф, сценарист и продюсер.

## Биография
Сын кинорежиссёра и сценариста Стефано Вандзина, известного под псевдонимом Стено, и Марии Терезы Нати. Старший брат Карло — Энрико — преимущественно увлёкся карьерой сценариста. Когда Карло не исполнилось ещё и года, отец снял его в своей комедии «Тото и женщины» в роли младенца Филиппо. Окончил в Риме французскую школу имени Шатобриана. В 1970-м начал карьеру в кино в качестве помощника режиссёра Марио Моничелли в комедии «Бранкалеоне в крестовых походах». В 1973 году помогал отцу на съёмках фильма «Мой брат Анастасия» и Альберто Сорди — с комедией «Звёздная пыль». В 1976 году снял по сценарию Энрико свой первый фильм — «Медовый месяц втроём», но первый большой успех дуэта братьев пришёл в 1983 с выходом на экраны «Рождественских каникул».
В 2008 году вышел фильм «Лето у моря» (Un’estate al mare), который состоял из семи эпизодов. В фильме описываются семь забавных историй, действие которых происходит в знаменитых итальянских местах летнего курортного отдыха.
В следующем году вышел фильм «Лето на Карибах» (Un’estate ai Caraibi) - история обремененного долгами человека, который сбегает на Карибские острова, где остаётся жить и осуществлять аферы в отношении туристов.

## Личная жизнь
Был женат на актрисе Эли Галлеани, а затем — с 1980 по 1987 год — на художнике по костюмам Марине Страциоте, и с 1996 года — на Лизе Мелидони, от которой у него родились две дочери, Изотта и Ассиа. Его брат Энрико рассказал о глубокой католической вере режиссера в своей книге «Мой брат Карло» (2019).

## Смерть
Ванцина скончался 8 июля 2018 года в возрасте 67 лет в клинике Mater Dei в Риме от рецидива меланомы, которая впервые проявилась двадцать пять лет назад. Похороны состоялись через два дня после смерти, прощание прошло в базилике Санта-Мария-дельи-Анджели-э-дей-Мартири в присутствии родственников и друзей. Был похоронен в Риме на кладбище Фламинио.

## Фильмография

### Режиссёр

#### Кино
- it:Luna di miele in tre (1976)
- it:Figlio delle stelle (1978)
- it:Arrivano i gatti (1980)
- it:Una vacanza bestiale (1980)
- it:I fichissimi (1981)
- it:Eccezzziunale... veramente (1982)
- it:Viuuulentemente mia (1982)
- it:Sapore di mare (1983)
- Mystère (1983)
- it:Il ras del quartiere (1983)
- it:Vacanze di Natale (1983)
- Amarsi un po' (1984)
- it:Vacanze in America (1984)
- Слишком красивые, чтобы умереть / it:Sotto il vestito niente (1985)
- it:Yuppies - I giovani di successo (1986)
- Via Montenapoleone (1987)
- it:I miei primi 40 anni (1987)
- it:Montecarlo Gran Casinò (1987)
- La partita (1988)
- it:Le finte bionde (1989)
- it:Tre colonne in cronaca (1990)
- Миллионы / Miliardi (1991)
- it:Piedipiatti (1991)
- it:Sognando la California (1992)
- it:Piccolo grande amore (1993)
- it:I mitici - Colpo gobbo a Milano (1994)
- it:S.P.Q.R. - 2000 e ½ anni fa (1994)
- Я не говорю по-английски / it:Io no spik inglish (1995)
- Selvaggi (1995)
- Squillo (1996)
- it:A spasso nel tempo (1996)
- it:A spasso nel tempo - L'avventura continua (1997)
- Банзай / Banzai (1997)
- Il cielo in una stanza (1999)
- it:Vacanze di Natale 2000 (1999)
- it:Quello che le ragazze non dicono (2000)
- it:E adesso sesso (2001)
- South Kensington (2001)
- it:Febbre da cavallo - La mandrakata (2002)
- it:Il pranzo della domenica (2003)
- it:Le barzellette (2004)
- In questo mondo di ladri (2004)
- it:Il ritorno del Monnezza (2005)
- it:Eccezzziunale veramente - Capitolo secondo... me (2006)
- Olé (2006)
- it:2061 - Un anno eccezionale (2007)
- Un’estate al mare (2008)
- it:Un'estate ai Caraibi (2009)
- it:La vita è una cosa meravigliosa (2010)
- it:Ti presento un amico (2010)
- it:Sotto il vestito niente - L'ultima sfilata (2011)
- Бывшие: лучшие друзья! / it:Ex - Amici come prima! (2011)
- it:Buona giornata (2012)
- it:Mai Stati Uniti (2013)
- it:Sapore di te (2014)
- it:Un matrimonio da favola (2014)
- it:Torno indietro e cambio vita (2015)
- Miami Beach (2016)
- it:Non si ruba a casa dei ladri (2016)
- Caccia al tesoro (2017)

#### Телевидение
- 50-е / Anni '50 — телевизионный мини-сериал из четырёх эпизодов (1998)
- 60-е / Anni '60 — телевизионный мини-сериал из четырёх эпизодов (1999)
- Ефрейтор в гондоле / it:Un maresciallo in gondola — телефильм (2002)
- Пайпер / Piper — телефильм (2007)
- Ураган в семье / it:Un ciclone in famiglia — телевизионный мини-сериал из 22 эпизодов (2005—2008)
- Очень важная персона / VIP — телефильм (2008)

### Актёр
- Тото и женщины / it:Totò e le donne режиссёров Стено и Марио Моничелли — не указан в титрах (1952)
- Рождество в Индии / it:Natale in India режиссёра Нери Паренти — камео (2003)